# 鷲尾須美是勇者
《鷲尾須美是勇者》為「Takahiro 4 Project」的第三作，日本動畫《結城友奈是勇者》的前傳作品，小說作品《鷲尾須美は勇者である》於電撃G's magazine五月號首次發佈，並於2014年12月20日集結出版，故事設定於正傳前兩年。小說單行本於2014年12月20日發售。其漫畫亦自同年六月起開始連載。2016年10月23日，《結城友奈是勇者》动画制作方宣布将制作电视动画第2期，其中前6话“鹫尾须美之章”将于2017年3月在影院提前上映。

## 故事
神世紀298年，一直由神樹保護的四國，突然受到以神樹為目標的Vertex入侵。神樹館6年2組的三名少女，在Vertex入侵時變身成為勇者，擊退前來入侵的敵人。

## 登场人物
※ 配音者出自PS Vita游戏《结城友奈是勇者 树海的记忆》
鷲尾須美（声：三森铃子）
神樹馆6年2组學生，12歲，擁有一把黑色長頭髮，是學校裡的優等生。十分強的責任感，擅長操作電腦。
前代勇者，在隊伍中作為後方支援，使用武器為弓。
本名東鄉美森，正篇結城友奈是勇者主角之一，因素質過人而被過繼到大赦名門鷲尾家成為勇者，戰鬥到最後因滿開而失去記憶和雙腿機能，確定無法再戰後被送回東鄉家，並以事故為藉口隱瞞真相。
乃木园子（声：花泽香菜）
神樹馆6年2组學生，12歲，在學校中與鷲尾須美十分友好。家族在大赦中擁有相當的發言權，是乃木若葉的後代。
前代勇者，使用武器為長槍。
三之轮银（声：花守由美里）
神樹馆6年2组學生，12歲，性格很有朝氣且十分有衝勁，往往想到甚麼就馬上付諸行動。
前代勇者，使用武器為雙斧。
於小說第四回與三隻VERTEX戰鬥時，將另兩名重傷隊友送至安全處後，獨自一人對抗VERTEX，雖成功趕走VERTEX，但耗盡體力且傷勢嚴重，以斷臂站立姿勢過世，為已知死亡的勇者。
日後其終端被三好夏凜所繼承。

## 相關名詞
神樹（しんじゅ）
被指給予大地一切恩澤，使世界得以生存。
大赦（たいしゃ）
侍奉神樹的組織。負責應對Vertex的威脋及導入「勇者系統」。
神樹館
主角三人就讀的小學。
VERTEX(バーテックス)
意圖摧毀神樹的異界生命體。據說會有12隻為破壞神樹而來。
勇者系統(勇者システム)
使用者可透過此系統借用神樹的力量化作勇者與VERTEX戰鬥，在這一代(前期)的勇者系統不像友奈那一代一樣有精靈守護，是靠勇者自己本身的基礎戰鬥力去決定有多少攻擊力。
鎮花之儀（鎮花の儀-ちんかのぎ）
在勇者攻擊VERTEX到最後的地步後，神樹大人所佈下的結界內會開始進行讓殘存一部份的VERTEX消失的儀式，整個結界會散發白色的霧並且降下花瓣。

## 故事背景
电视动画《结城友奈是勇者》的一名工作人员在博客上描述了两部作品的故事背景。
故事發生在公历之後的神世紀，世界已經淪陷於神明派來毀滅人類的使者Vertex之中。
只有站在人類一邊的神，集合成為神樹，張開結界保護四國及僅存的人類。
公历2015年：
由於人類過於繁榮，被天津神判斷為「增長的邪惡」；
展開消滅人類的行動，派遣Vertex為先遣部隊展開對人類的侵略。
站在人類方的國津神變為神樹使四國免於肅清。
公历2018年：
Vertex襲擊四國，出現了受神樹賦予力量的人。勇者系統面世。翌年，Vertex退卻，並以人類不能踏出四國作為停止攻擊的條件。
公历2023年：
公历正式結束。以大赦及政府的聯合政體確立公历正式終結，神世紀展開。
翌年，為神世紀１年。

## 製作人員

### 小說短篇
- 原作：タカヒロ
- 角色設計原案：BUNBUN
- 連載媒體：電擊G's magazine

### 漫畫連載
- 原作：タカヒロ
- 作畫：もつつん（日语：もつつん）
- 人物設定：BUNBUN

### 四格漫畫
- 原作：タカヒロ
- 作畫：娘太丸（日语：娘太丸）
- 連載媒體：網上連載

## 外部連結
- 勇者系列官方网站（页面存档备份，存于）（日語）
- 小說官方網站（页面存档备份，存于）（日語）
- 鷲尾須美是勇者 - ComicWalker（日語）
- Takahiro 4 Project（页面存档备份，存于）（日語）